# Выборы в Законодательное собрание Свердловской области (2026)
Выборы в Законодательное собрание Свердловской области IX-го созыва пройдут не позднее Единого дня голосования, 20 сентября 2026 года, на которых будут избраны 50 депутатов по параллельной системе, где 25 депутатов будут избраны по партийным спискам, а ещё 25 — по одномандатным округам.

## Предшествующие события

### Аналитика и прогнозы
Как сообщал вице-губернатор Свердловской области Олег Чемезов, изменение электоральной системы в Свердловской области не планируется, так-как действующая система показала себя с хорошей стороны и выгодна властям. Помимо этого, он сообщил о том, что планируется «все калитки открыть» для участия ветеранов СВО в избирательном процессе, в том числе от партий, представленных в Законодательном собрании. Также, сообщалось, что для ветеранов боевых действий могут составить определённые квоты за счёт наиболее пожилых политиков ЗакСо, параллельно выполнив цель по омоложению собрания.
Агентство политических и экономических коммуникаций считает, что с конца 2024 года, начинается политическое противостояние за места в ЗакСо и электоральные результаты, предполагая, что эти выборы могут стать ренессансом влияния миллиардера Виталия Кочеткова, ибо тот планирует сформировать значительную депутатскую группу, лояльную ему, на фоне поражения в выборах ЕГД 2023 года, а также получения поддержки со стороны губернатора области Куйвашева.
Как сообщает ура.ру, администрация губернатора начала подготовку к предстоящим выборам летом 2024 года, обеспечив спокойный и контролируемый ход кампании 2026 года. Так, по мнению неназванного источника издания, за формирование электоральной конфигурации будет три человека — вице-губернатор Олег Чемезов, председатель облизбиркома Елена Клименко и заместитель губернатора Валерий Чайников. Помимо это, планируется, что Единая Россия получит большинство во всех одномандатных округах, консолидрировав политическую силу вокруг партии, позволив ей вернуть квалифицированное большинство в ЗакСо, утерянное по итогам выборов 2021 года.
По мнению политолога Анатолия Гагарина, у власти нет необходимости в активной политической борьбе, нуждаясь в консолидации, из-за чего системные партии не оригинальничают и вероятно не будут вести яркую избирательную кампанию.